# Ündesnii Lig (damer)
Ündesnii Lig är den högsta serien för klubblag i volleyboll i Mongoliet. Tävlingen arrangeras av Mongolyn volejbolyn Cholboo, det mongoliska volleybollförbundet.

## Resultat per år[1]
| År                          | Podium                       | Podium     | Podium      |
| Mästare                     | Tvåa                         | Trea       |             |
| --------------------------- | ---------------------------- | ---------- | ----------- |
| 1997/1998 mer information   | Noyon Baganuur               |            |             |
| 1999 mer information        | Noyon Baganuur               |            |             |
| 2000 mer information        | Noyon Baganuur               |            |             |
| 2001 mer information        | Ertjim Dtsü                  |            |             |
| 2002 mer information        | Ertjim Dtsü                  |            |             |
| 2003 mer information        | Ertjim Dtsü                  |            |             |
| 2004 mer information        | Uurchajtjin Monrostsvjetmjet |            |             |
| 2005 mer information        | Ertjim Dtsü                  |            |             |
| 2006 mer information        | Ertjim Dtsü                  |            |             |
| 2007 mer information        | TETS 4                       |            |             |
| 2008 mer information        | TETS 4                       |            |             |
| 2009 mer information        | Ertjim Dtsü                  |            |             |
| 2010 mer information        | Enagure                      |            |             |
| 2011 mer information        | Enagure                      |            |             |
| 2012 mer information        | Enagure                      |            |             |
| 2013 (vår) mer information  | Enagure                      |            |             |
| 2013 (höst) mer information | Enagure                      |            |             |
| 2014 (vår) mer information  | Enagure                      |            |             |
| 2019 mer information        | Enagure                      | Chobbi Ejs | Tenüün-Ogoo |